# أحمد دياب
أحمد دياب (9 أغسطس 1945 - 15 أبريل 2020) ممثل مصري.

## عن حياته
منذ بدايته الفنية عمل في عشرات الأدوار الصغيرة والمساعدة في الدراما التليفزيونية، من أهمها: (أوبرا عايدة، الرجل الآخر، للعدالة وجوه كثيرة، العصيان).

## من أعماله

### الأفلام
| - بوبوس:2009- هاشم - على جنب يا أسطى:2008- ضيف شرف - كلاشنكوف:2008- يوسف حسين - القتيل - مطب صناعي:2006 - أيام السادات:2001- سامي شرف - قدر إمرأة:2000- مدحت | - أمن دولة:1999- فريد الفيومي - حائط البطولات:1998- العميد سمير - نوبة حراسة:1997- مصطفى - ناصر 56:1996 - البحث عن طريق آخر:1992 - الكابتن وصل:1991- فهمي | - معركة النقيب نادية:1990- سعد -عشيق مدام هناء - 3 تحت المراقبة:1990 - ولاد الإيه:1989- ضابط شرطة - الوحل:1987 - عصر الحب:1986 - الكومندان:1986 | - الطاغية:1985 - النساء:1985- المحامي عادل - فتوة درب العسال:1985- الضابط - المنتقمون:1985- سمير - المدبح:1985 - النشالات الفاتنات:1985- رجائي بك | - الطيب أفندي:1984- انيس - إنهيار:1982- سامي سليم - القرش:1981- الضابط - دعوني انتقم:1979- إسماعيل - أحلام رجل يموت بطيئا |

### المسلسلات
| - الشارع اللي ورانا:2018 - عفاريت عدلي علام:2017- منير عزام وزير الثقافة - الجماعة (ج2):2017- حيدر باشا - بلاغ النائب العام (1986) - حجر جهنم:2017 - أنا شهيرة أنا الخائن:2017- الدكتور سعيد - الأستاذ بلبل وحرمه:2017 - سلسال الدم(ج4):2017- خضير - هي ودافنشي:2016- اللواء مختار - شهادة ميلاد:2016- دكتور عبد القادر -ظهور خاص - أستاذ ورئيس قسم:2015- مدير مستشفى - الصندوق الأسود:2015 - وش تاني:2015- كمال السكري بك - من الجاني؟:2015- فؤاد / ضيف ح8 - هبة رجل الغراب (ج1) (ج1 إلي 4 حتي 6):2014، 2016، 2017-2021 منصور - السيدة الأولى:2014 - حاميها وحراميها:2013- د. سعيد القط - مزاج الخير:2013 - العراف:2013- صديق اللواء سامح - أهل الهوى:2013 - كيد النسا (ج2):2012 - بالأمر المباشر:2012 | - الأخوة أعداء:2012 - كاريوكا:2012- طبيب جمالات - ابن النظام:2012 - الخواجة عبد القادر:2012 - فرقة ناجي عطا الله:2012- مدير فندق شرم الشيخ - نابليون والمحروسة:2012- من شيوخ الأزهر - الخفافيش:2012 - خطوط حمراء:2012- والد ريهام - مكتوب على الجبين:2011 - آدم:2011- منيب راشد والد عاليا - راجل وست ستات (ج8):2011 - الدالي (ج3):2011 - السائرون نياما:2010 - اغتيال شمس:2010 - منتهى العشق:2010 - قاتل بلا أجر:2009 - قلب ميت:2008 - نفق الشيطان:2008 - أغلى الناس:2008 - شط إسكندرية:2008 - أسمهان:2008- داوود حسن | - السماح:2008 - الفريسة والصياد:2007 - حق مشروع:2007 - لا أحد ينام في الإسكندرية:2006- الخواجة كرياكوس - سكة الهلالي:2006- هشام الرفاعي - مطعم تشي توتو (المطعم):2006 - سوق الخضار:2006 - طائر الحب:2005 - الظاهر بيبرس:2005 - الجانب الآخر من الشاطىء:2005 - دوائر الشك:2005 - ألف ليلة وليلة (سالم وغانم) :2005 - قناديل البحر:2005 - أرض الرجال:2005 - عواصف النساء:2005 - أحلام عادية:2005 - أعمال رجال:2004 - قيود بلا قضبان:2004 - أدهم و زينات وثلاث بنات:2003 - حد السكين:2003 | - أوراق مصرية (ج2):2002 - أين قلبي:2002 - مارينا مارينا:2002 - لدواعي أمنية:2002 - يحيا العدل:2002 - العصيان(ج1، 2) :2002، 2003- شوكت محامي ألفت - للعدالة وجوه كثيرة:2001- عزمي أبو الفتوح - الكومي:2001 - الخير ينتصر أحيانا:2001 - عائلة الحاج متولي:2001- محمود - حروف النصب:2000- عبد الجواد السمنودي - الوشاح الأبيض:2000- كاظم بيه - يعود الماضي:2000 - أوبرا عايدة:2000- القاضي - موال الحب والغضب:1999 - عفوا حبيبتي:1999 - الرجل الآخر:1999- مدحت - ع الحلوه والمره:1999 - خلف الأبواب المغلقة:1999 - امرأة من زمن الحب:1998 | - الجانب الآخر:1998 - حب تحت الحراسة:1998 - بنات سعاد هانم:1998 - جمهورية زفتى:1997 - ضد التيار:1997 - بريء في ورطة:1997 - دمي ودموعي وإبتسامتي:1997 - أبو العلا 90:1996 - الحفار:1996- عمار - ألف ليلة وليلة (حمال الأسية):1990 - هاربات من الماضي:1989 - تزوج وابتسم للحياة:1988- المعلم معلم التهريب - الضابط والمجرم:1987 - الحب في حقيبة دبلوماسية:1987 - بلاغ للنائب العام:1986- فريد - المرأة أصلها نمر - الحوت - أقوى من الطوفان - معاش مبكر - حالة خاصة |

### المسرحيات
- على بلاطة:1993

### السهرات التلفزيونية
- الحب في امتحان:1997
- الحب أقوى

## روابط خارجية
- أحمد دياب على موقع IMDb (الإنجليزية)
- أحمد دياب على موقع قاعدة بيانات الأفلام العربية
- أحمد دياب على موقع قاعدة بيانات الفيلم (الإنجليزية)